# روكسبري
روكسبري هي بلدة أمريكية، في الولايات المتحدة، تقع في مقاطعة ليتشفيلد، بلغ عدد سكانها 2,262 نسمة، تبلغ مساحتها 26.3 ميل مربع (68 كـم2)، رمزها البريدي هو 06783.

## أعلام
- سيث وارنر
- تي إف. غيلروي دالي
- ريبيكا ميلر
- أرثر ميلر
- ترومان سميث